# Margarita Martínez
María Margarita Martínez (Cali, 19 maggio 1995) è una pallavolista colombiana, schiacciatrice della Cuneo Granda.

## Carriera

### Club
Nella stagione 2013-14 si trasferisce in Francia, ingaggiata dal Saint-Raphaël, in Élite; ritorna quindi in Colombia per giocare nel 2015 con la Valle del Cauca.
Nella stagione 2015-16 è nuovamente in Francia questa volta al Mougins, con il quale, al termine della stagione 2017-18 conquista la promozione di Ligue A, che disputa dall'annata successiva con lo stesso club; per il campionato 2019-20 è nella stessa divisione vestendo la maglia del Marcq-en-Barœul.
Nella stagione 2024-25 firma per la Cuneo Granda, nella Serie A1 italiana.

### Nazionale
Nel 2010 viene convocata nella nazionale colombiana under 18, mentre con l'under 20 mette al collo il bronzo al campionato sudamericano 2012 e l'oro alla Coppa panamericana 2013; fa inoltre parte dell'under 23 fino al 2015, aggiudicandosi la Coppa panamericana 2014.
Nel 2012 ottiene le prime convocazioni nella nazionale maggiore, con cui nel 2017 ottiene l'argento al campionato sudamericano, bissato anche nelle edizioni 2019 e 2021, nel 2018 vince l'oro ai XI Giochi sudamericani e l'argento alla Volleyball Challenger Cup e ai XXIII Giochi centramericani e caraibici, mentre nel 2019 si aggiudica il bronzo alla Coppa panamericana e l'argento ai XVIII Giochi panamericani. Conquista poi l'argento alla Coppa panamericana 2022 e, nel 2013, il bronzo alla Volleyball Challenger Cup e al campionato continentale.

## Palmarès

### Nazionale (competizioni minori)
- Campionato sudamericano under 20 2012
- Coppa panamericana under 20 2013
- Coppa panamericana under 23 2014
- Giochi sudamericani 2018
- Volleyball Challenger Cup 2018
- Giochi centramericani e caraibici 2018
- Coppa panamericana 2019
- Giochi panamericani 2019
- Coppa panamericana 2022
- Volleyball Challenger Cup 2023